# Cloudcroft
Cloudcroft – wieś w Stanach Zjednoczonych, w stanie Nowy Meksyk, w hrabstwie Otero.